# Campeonato Argentino de Futebol de 1909
O Campeonato Argentino de Futebol de 1909, originalmente denominado Copa Campeonato 1909, foi organizado pela Argentine Association Football League. O certame foi disputado entre 2 de maio e 21 de novembro. O Alumni conquistou o seu oitavo título de campeão argentino.

## Classificação final
| Pos | Equipes              | Pts | J  | V  | E | D  | GM | GS | SG  |
| --- | -------------------- | --- | -- | -- | - | -- | -- | -- | --- |
| 1.  | Alumni               | 32  | 18 | 15 | 2 | 1  | 74 | 19 | +55 |
| 2.  | River Plate          | 24  | 18 | 11 | 2 | 5  | 35 | 26 | +9  |
| 3.  | Quilmes              | 20  | 18 | 8  | 4 | 6  | 36 | 39 | -3  |
| 4.  | Estudiantes (BA)     | 19  | 18 | 8  | 3 | 7  | 40 | 31 | +9  |
| 5.  | Belgrano Athletic    | 18  | 18 | 6  | 6 | 6  | 36 | 35 | +1  |
| 6.  | San Isidro           | 17  | 18 | 7  | 3 | 8  | 33 | 27 | +6  |
| 7.  | Porteño              | 16  | 18 | 7  | 2 | 9  | 35 | 39 | -4  |
| 8.  | Argentino de Quilmes | 14  | 18 | 5  | 4 | 9  | 19 | 40 | -21 |
| 9.  | Reformer             | 12  | 18 | 3  | 6 | 9  | 21 | 42 | -21 |
| 10. | Lomas Club           | 8   | 18 | 1  | 6 | 11 | 17 | 48 | -31 |

## Premiação
| Campeonato Argentino de Futebol de 1909 |
| --------------------------------------- |
| Alumni Campeão (8° título)              |

## Bibliografía
- Estévez, Diego (2010). 38 Campeones del fútbol argentino 1891-2010. [S.l.]: Ediciones Continente. ISBN 978-950-754-301-2